# Muhammed Yıldırmış
Muhammed Abdullah Yıldırmış, né le 7 novembre 2003 à Istanbul, est un archer turc.

## Carrière
En 2021, Yildirmis rejoint l'équipe A avec une médaille d'or dans l'épreuve par équipes aux Jeux de la solidarité islamique de 2021 à Konya. Il remporte la médaille de bronze avec ses coéquipiers aux Jeux méditerranéens de 2022 à Oran, en Algérie.
Il est médaillé d'argent aux Championnats du monde de  2023 dans l'épreuve d'arc classique par équipes masculines à Berlin.
Il est sélectionné pour représenter la Turquie aux Jeux olympiques d'été de 2024. Dans l'épreuve par équipe masculine, il remporte une médaille de bronze.

## Palmarès

### Jeux olympiques
- Médaille de bronze par équipe masculine aux Jeux olympiques 2024 de Paris.

### Championnats du monde
- Médaille d'argent par équipes aux championnats du monde 2023 de Berlin.